# Internationale Schule
Bei einer Internationalen Schule handelt es sich um eine Bildungseinrichtung, die ihre Bildungsziele, Lehrpläne und Abschlüsse an für das Sitzland ausländischen oder an globalen Vorstellungen von Bildungskultur ausrichten oder ausländische Schulformen verwenden. Internationale Schulen werden von Auslandsschulen und bilingualen inländischen Schulen unterschieden, wobei die Übergänge im Einzelfall fließend sind. Unterrichtssprache ist meist Englisch. Internationale Schulen vergeben internationale Schulabschlüsse.

## Begriffsbestimmung

### Sprachgebrauch
Der Sprachgebrauch ist nicht einheitlich. Auf einer Konferenz in Italien im Jahr 2009 stellte die International Association of School Librarianship eine Liste von Kriterien zur Beschreibung einer internationalen Schule auf, darunter
- Übertragbarkeit der Ausbildung des Schülers auf andere internationale Schulen,
- hohe Mobilität der Schüler (Expatkinder),
- multinationale und mehrsprachige Schülerschaft,
- ein internationaler Lehrplan, der weltweit oder in großen Teilen der Welt ohne weitere Prüfung und Umrechnung von Universitäten oder Ländern anerkannt ist (IGCSE, IBDP),
- eine internationale Schul-Akkreditierung (z. B. Council of International Schools, International Baccalaureate, Western Association of Schools and Colleges usw.),
- eine wechselnde und multinationale Lehrerschaft,
- Offenheit für Schüler unterschiedlicher Herkunft,
- in der Regel Englisch als Unterrichtssprache und die Verpflichtung, mindestens eine weitere Sprache zu erlernen.

Die Schüler studieren nach ihrem Abschluss überall, mit Vorliebe natürlich in den USA, in englischsprachigen Ländern usw. Pädagogen sind sich bei den Kriterien nicht einig. Es wird diskutiert, ob Lehrplanthemen wie internationale Geschichte, Kultur und Perspektive eine Schule ebenfalls „international“ machen. Die Unterrichtsmethodik wird teilweise als ebenso wichtig erachtet.

### Abgrenzung

#### Auslandsschulen
Auslandsschulen (z.B: französische Auslandsschulen, deutsche Auslandsschulen) werden meistens von einem ausländischen Staat betrieben oder als Privatschulen durch Geld und durch entsandte Lehrer subventioniert. Sie sind Teil der auswärtigen Kulturpolitik. Die Schülerschaft, Lehrerschaft und Unterrichtssprache entstammen in der Regel zum großen Teil dem jeweiligen Staat. Auslandsschulen arbeitet in der Regel nach dem Lehrplan des Staates, der sie betreibt bzw. unterstützt und nehmen dessen Schulabschlüsse ab. Auslandsschulen führen manchmal dann die Zusatzbezeichnung „international“ (z.B: Internationale Deutsche Schule Brüssel), wenn diese als Begegnungsschulen ausgestaltet sind, d. h. auch für Schüler des Sitzlandes oder für sonstige internationale Schüler offenstehen und neben den Abschlüssen des Heimatlandes auch internationale Schulabschlüsse wie das International Baccalaureate oder zumindest nationale Abschlüsse ergänzt um fremdsprachige Inhalte, wie die Deutsche Internationale Abiturprüfung anbieten. Im Einzelfall können die Übergänge zu einer klassischen internationalen Schule fließend sein.

#### Europäische Schulen
Anders als eine typische internationale Schule sind Europäische Schulen keine Privatschulen, sondern werden von den Mitgliedstaaten der EU vor allem für die Kinder von EU-Bediensteten getragen. Ihr Lehrpersonal wird zum erheblichen Teil durch aus den Mitgliedstaaten entsendete Auslandsdienstlehrkräfte bereitgestellt. Sprachlich sind Europäische Schulen breit aufgestellt, da sie in bis zu 15 Sprachabteilungen pro Schule gegliedert sind. Der Abschluss ist das Europäische Abitur. Nicht zu verwechseln sind die Europäischen Schulen mit den Europaschulen in einigen deutschen Ländern.

#### Bilinguale inländische Schulen
Bilinguale inländische Schulen sind reguläre inländische Schulen, die nach inländischem nationalem Lehrplan arbeiten und inländische Abschlüsse vergeben. An ihnen wird entweder ein verstärkter Fremdsprachenunterricht angeboten oder ein Teil des Sachunterrichts in fremder Sprache gelehrt.

### Merkmale
Klassische Internationale Schulen sind Privatschulen. In der Regel ist das Schulgeld sehr hoch, da sie keine öffentliche Schulfinanzierung für den Personal- und Sachaufwand erhalten. Eine Finanzierung durch das Sitzland erfolgt in der Regel nur, wenn die Schule als inländische (bilinguale) Schule nach inländischen Lehrplan arbeitet oder als Auslandsschule durch einen ausländischen Staat bezuschusst wird.
Viele internationale Schulen nehmen für sich in Anspruch, mit globalen Blickwinkeln und Themen Konzepte wie Weltbürgerschaft, Pluralismus und interkulturelles Verständnis zu fördern. Oft übernehmen internationale Schulen Lehrpläne von Programmen und Organisationen wie das International Baccalaureate, den britischen Cambridge Assessment International Education oder das amerikanische Advanced Placement. In der Grundschule ist das International Primary Curriculum (IPC) von Bedeutung. Es besteht auch die private Edexcel Organisation. Das International Baccalaureate (IB) berechtigt in zahlreichen Ländern zum Hochschulzugang.

## Internationale Schulen
Die Zahl der Internationalen Schulen wird nach einer Erhebung von ISC Research mit Sitz in Großbritannien mit über 11000 angegeben.
Bedeutender Dachverband ist der Council of International Schools (CIS), europäischer Dachverband der European Council of International Schools (ECIS).
Im Jahr 2020 waren 33 % der internationalen Schulen bilingual, wobei Englisch die Hauptsprache ist. 52 % der internationalen Schulen bieten ein Bildungsprogramm im britischen Stil an, rund 20 % bieten das International-Baccalaureate-Programm an, und etwa 21 % bieten eine US-amerikanische Bildung an.
Statistisch gesehen haben Schülerinnen und Schüler internationaler Schulen im Vergleich zum weltweiten Durchschnitt bessere Prüfungsergebnisse erzielt: Die durchschnittliche Punktzahl des International Baccalaureate Diploma Programme (IBDP) an internationalen Schulen betrug 33,6 von 45. Der weltweite Durchschnitt für alle IBDP-Schüler lag bei 29,63. Bei der US Advanced Placement Qualifikation erreichten Schüler internationaler Schulen im Durchschnitt eine AP-Prüfungsnote von 3,54, verglichen mit einem weltweiten Durchschnitt von 2,91. Die maximale Punktzahl beträgt 5. Bei den International A-Levels lag der Anteil an A-Noten bei 34 %, während der Durchschnitt im Vereinigten Königreich bei 25,5 % lag.
In den letzten 10 Jahren hat auch die Nutzung des Lehrplans des National Curriculum of England und des Cambridge Curriculums als Bildungsoption zugenommen. Schulen setzen außerdem vermehrt auf ein hybrides Lehr- und Lernmodell, um mehr Flexibilität zu bieten.

## Deutschland

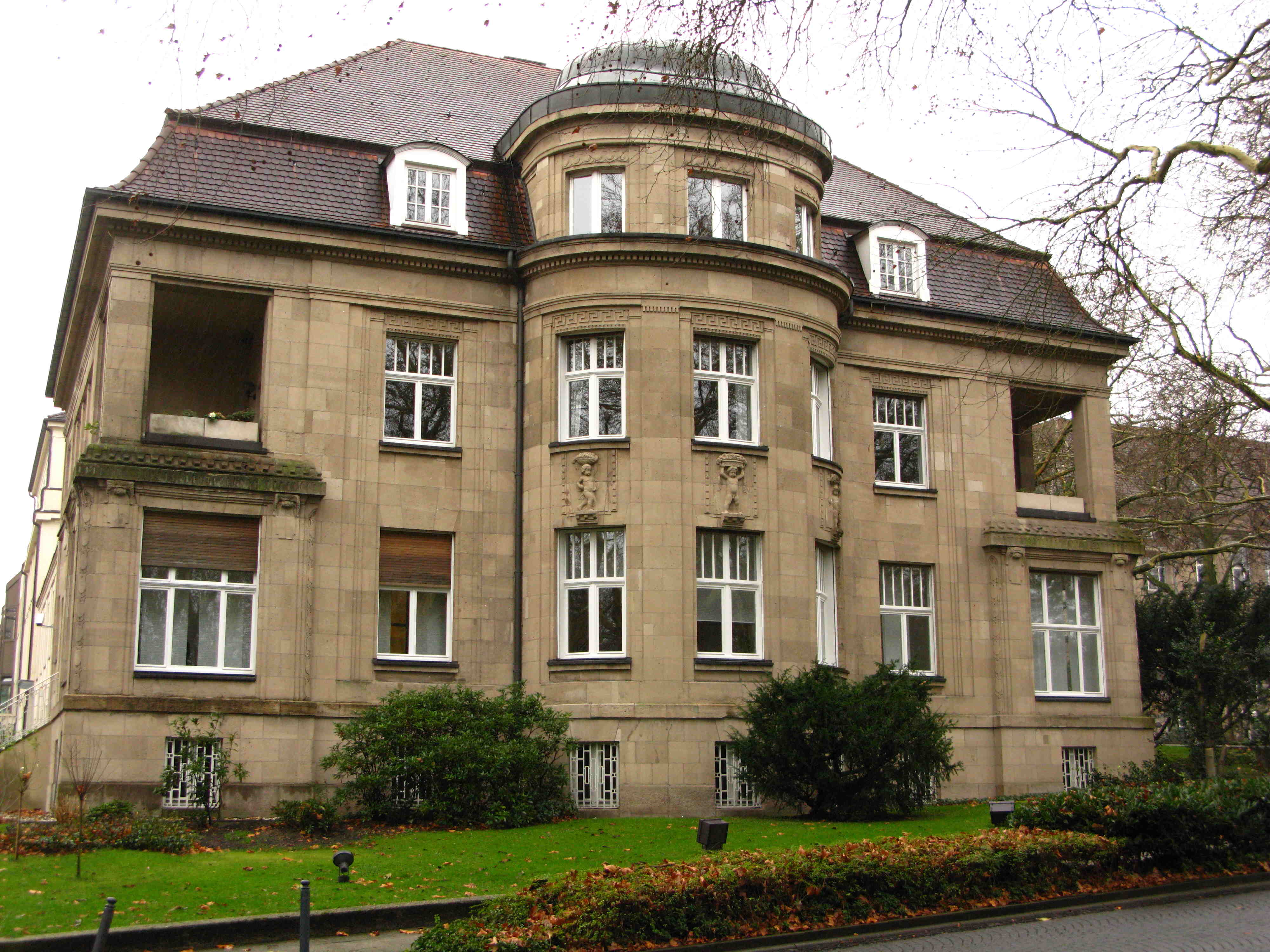
International School Ruhr in Essen

Die Internationalen Schulen in Deutschland vergeben meist keine deutschen Bildungsabschlüsse. Am Ende der 12. Klasse können die Jugendlichen das International Baccalaureate (IB) ablegen. Bei entsprechender Fächerwahl wird das IB-Diplom in Deutschland gemäß Beschluss der Kultusministerkonferenz vom 10. März 1986 in der Fassung vom 26. Juni 2009 als Hochschulzugangsberechtigung anerkannt. Diese Schulen sind meist Ergänzungsschulen. Schüler, die aufgrund ihres Wohnsitzes oder gewöhnlichen Aufenthalts in Deutschland der Schulpflicht unterliegen, können auf Grund internationaler oder bilateraler Abkommen oder der Schulgesetze der Länder durch Besuch einer solchen Ergänzungsschule der Schulpflicht genügen. Sind sie als Ersatzschulen anerkannt, unterrichten sie nach deutschen Lehrplänen und können auch deutsche Abschlüsse abnehmen.
Da klassische internationale Schulen in Deutschland Ergänzungsschulen sind, erhalten diese keine staatliche Schulfinanzierung durch den deutschen Staat und finanzieren sich über recht hohe Schulgebühren. Als Ergänzungsschulen unterliegen sie nicht dem Sonderungsverbot nach den Besitzverhältnissen der Eltern, das private Ersatzschulen zu berücksichtigen haben. Die Schulgebühren sind in Deutschland, sofern die Eltern in Deutschland steuerpflichtig sind, häufig als Sonderausgaben von der Steuer absetzbar.
Die Anzahl internationaler Schulen in Deutschland nimmt zu. Ein Grund ist die Ansiedlung internationaler Unternehmen sowie die zunehmende Internationalisierung der Belegschaft größerer Firmen. Die Mitarbeiter wählen für ihre Kinder Schulen aus, in denen sie nach internationalen Standards unterrichtet werden. Ziehen die Mitarbeiter nach einigen Jahren in ein anderes Land weiter, gibt es beim Schulwechsel weniger Probleme. Zudem ist die Einstufung in eine altersgerechte Klasse in das deutsche Schulsystem ohne Deutschkenntnisse gerade bei älteren Kindern oftmals schwierig.
Beispiele Internationaler Schulen in Deutschland sind:
- Augsburg: International School Augsburg
- Bad Homburg: Accadis International School Bad Homburg
- Berlin: Berlin Brandenburg International School, Berlin International School
- Bonn: Bonn International School
- Braunschweig: International School Braunschweig-Wolfsburg im CJD Braunschweig
- Bremen: International School of Bremen
- Dresden: Dresden International School
- Erlangen: Franconian International School
- Essen: International School Ruhr
- Frankfurt am Main und Umgebung: Internationale Schule Frankfurt-Rhein-Main, Frankfurt International School, Europäische Schule
- Hamburg: International School of Hamburg
- Hannover: International School Hannover Region
- Karlsruhe: Europäische Schule Karlsruhe
- Köln: Internationale Friedensschule, St. George’s International School
- Leipzig: Leipzig International School
- München und Umgebung: Bavarian International School, Europäische Schule München, Munich International School, St. George’s – The British International School
- Neuss und Düsseldorf: International School on the Rhine (ISR)[16]
- Schweinfurt: International School Mainfranken
- Weimar: Thuringia International School

## Österreich
In Österreich versteht man unter dem Begriff zweierlei:
Zum einen ist die Internationale Schule eine amtliche Schulform mit ausländischem bzw. nichtösterreichischem Lehrplan. Die Internationalen Schulen gehören nach Schulformensystematik zu den allgemeinbildenden Statutschulen, also Schulen mit einer autonomen Organisationsform.
Zu dieser Schulform gehören folgende Schulen:
- Lycée Français de Vienne, französische Auslandsschule in Wien, 1946 gegründet, (Lycée nach französischem Lehrplan, 1.–12. Schulstufe, mit Reifeprüfung).
- Vienna International School/IB World School (VIS),[21] 1978 gegr. für die Diplomatenkinder der UNO City, zahlreiche Sprachen, Wien (1.–13. Schulstufe, Bildungsabschluss ohne abschließende Prüfung).
- Amadeus International School Vienna, englischsprachige Schule mit Internat und musikalischem Schwerpunkt, 1.–12. Schulstufe.[22]
- American International School Vienna (AIS·Vienna),[23] Auslandsschule für US- und kanadische Bürger sowie Wiener, (Vorschule und 1.–12. Schulstufe amerikanischen Lehrplans/Elementary School – Middle School – High School, Bildungsabschluss ohne abschließende Prüfung, U.S. diploma program ergänzt mit International Baccalaureate IB-DP und ein Austrian Matura Equivalency Program).
- American International School – Salzburg (AIS-Salzburg),[24] US-Auslandsschule für Englischsprachige, Salzburg (8.–12. Schulstufe amerikanischen Lehrplans Junior High School/High School, Bildungsabschluss als American college-preparatory school AP, auch post-graduate-Angebote; Boarding school mit Wohnmöglichkeit).
- Danube International School Vienna (DISV),[25] started off life in 1992, Wien (1.–12. Schulstufe, Bildungsabschluss ohne abschließende Prüfung, folgt dem International Baccalaureate Organisation’s Programme).
- International Christian School of Vienna (ICSV, ehemals Vienna Christian School),[26] Wien (US-amerikanischer Lehrplan mit Öffentlichkeitsrecht, 1.–12. Schulstufe, Bildungsabschluss ohne abschließende Prüfung).
- St. Gilgen International School (StGIS),[27] St. Gilgen (Statut, 5.–12. Schulstufe, abschließende Prüfung nach International Baccalaureate Organisation’s Diploma Programme).
- Japanische Internationale Schule in Wien, ウィーン日本人学校,[28] (Statut, 1.–9. Schulstufe, Bildungsabschluss ohne abschließende Prüfung).
- Saudi School in Vienna (SSIV), المدرسة السعودية في فيينا[29] Wien (Statut, 1.–12. Schulstufe, Bildungsabschluss ohne abschließende Prüfung).
- Schwedische Schule in Wien, Svenska Skolan i Wien,[30] Diplomaten-Auslandsschule für skandinavische Länder, Wien (Statut, 1.–12. Schulstufe, Bildungsabschluss ohne abschließende Prüfung, führt auch Kindergarten und Vorschule).
- Anton Bruckner International School.[31]

Zum anderen ist der Ausdruck ein Schulname für Regelschulen, die im Rahmen der Schulautonomie mehrsprachig unterrichten. Dazu gehören beispielsweise die Linz International School Auhof (LISA, bilingualer Zweig des BG Europagymnasium Auhof), die Graz International Bilingual School (GIBS) und das International Business College Hetzendorf (IBC-:, BHAK/BHAS Wien 12).
Verwandt ist das Modell Europäische Mittelschule Neustiftgasse (EMS/WMS, Wiener/Neue Mittelschule, Weiterentwicklung des Gesamtkonzeptes Vienna Bilingual Schooling VBS, das seit 1992/93 läuft). Daneben gibt es zahlreiche öffentlich-rechtliche mehrsprachige Schulen für die Minderheitensprachen in Österreich, sowie etliche Privatschulen aller möglichen Nationalitäten, besonders in Wien.
Internationale Schulen in beiderlei Sinne soll es etwa 30 geben (nach ISC Research, Stand 2013).

## Frankreich
- American School of Paris (ASP), Auslandsschule für US- und kanadische Bürger sowie Franzosen, (Vorschule und 1.–12. Schulstufe des amerikanischen Lehrplans/Elementary School – Middle School – High School, Bildungsabschluss ohne abschließende Prüfung, U.S. diploma program ergänzt mit International Baccalaureate IB-DP und AP-Klassen, auch post-graduate-Angebote).[35]